# Dolichopus angustatus
Dolichopus angustatus är en tvåvingeart som beskrevs av Aldrich 1893. Dolichopus angustatus ingår i släktet Dolichopus och familjen styltflugor. Inga underarter finns listade i Catalogue of Life.